# Меморіал Вікторії
Меморіал Вікторії (англ. Victoria Memorial) — скульптура у центрі Королівського саду перед Букінгемським палацом, присвячена королеві Вікторії.
Меморіал відкритий у 1911 старшим онуком Вікторії, Георгом V і його двоюрідним братом, німецьким імператором Вільгельмом II.
Скульптором став сер Томас Брок. Меморіал завершений у 1914 установкою бронзової статуї.
П'єдестал, побудований за проектом архітектора Астона Вебба з білого мармуру, важить 2300 тонн.
Обличчя статуї Вікторії звернене в північно-східному напрямку, до вулиці Мелл. З інших трьох сторін постаменту розташовані чорні бронзові статуї Ангела Правосуддя (обличчям на північний захід у бік Грін-парку), Ангела Правди (дивиться на південний схід), і Ангела Милосердя, що стоїть перед Букінгемським палацом. На вершині стоїть Перемога, з двома сидячими фігурами.
Весь меморіал має морську тематику. На ньому можна побачити русалок, водяних і гіпогрифів.
Перед Альберт-холлом розташований аналогічний пам'ятник чоловікові Вікторії, Альберту.

## Галерея

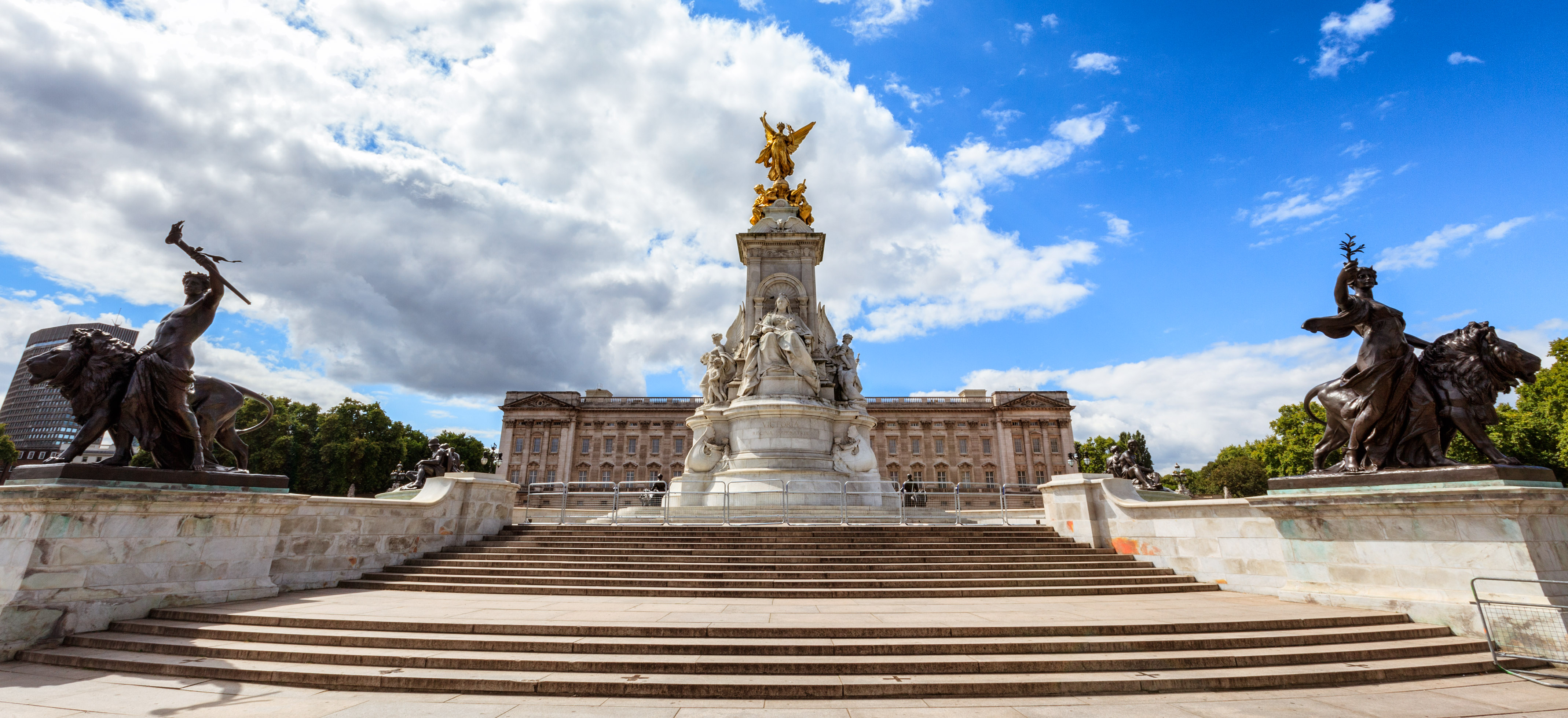
Меморіал Вікторії
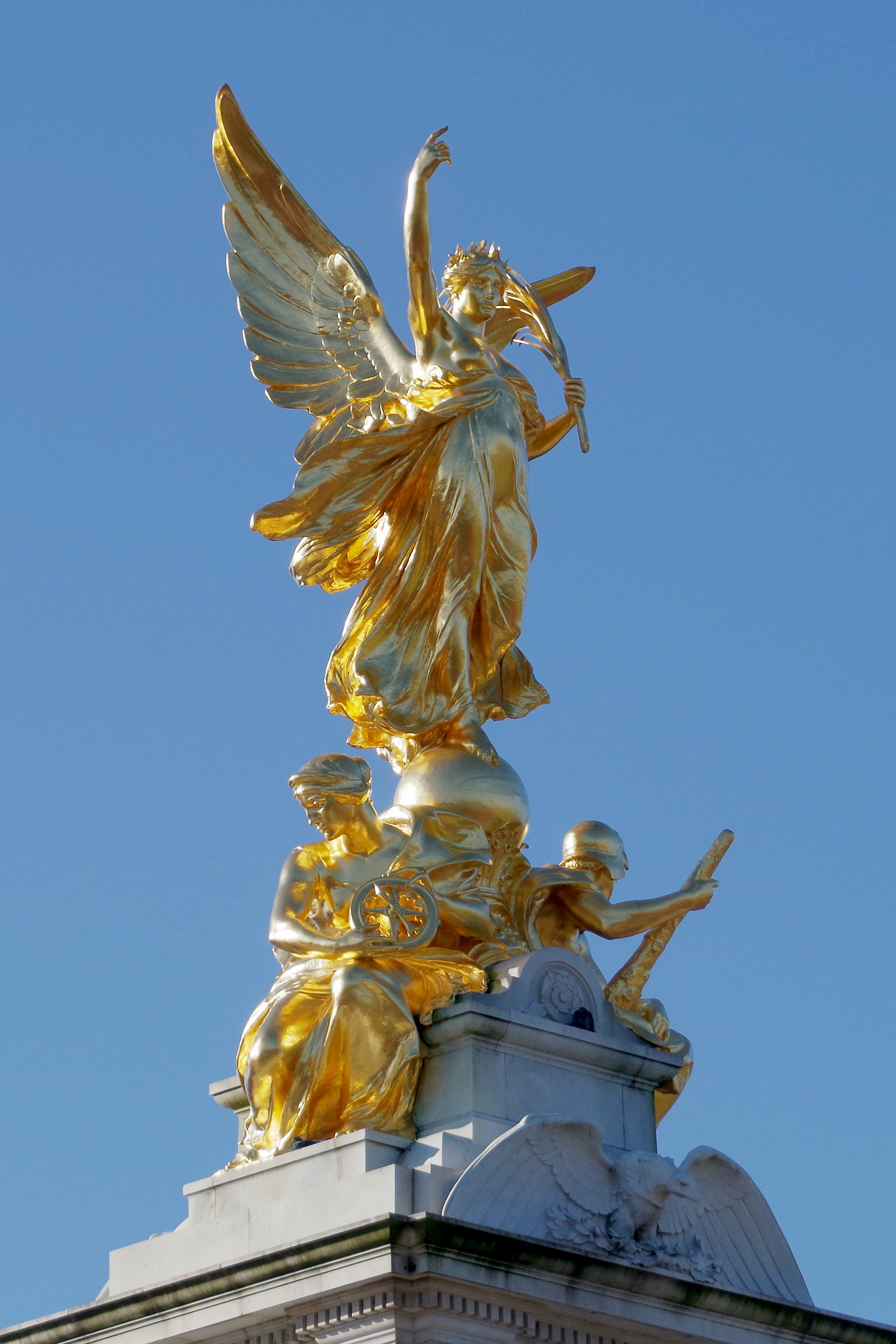
Статуя Перемоги
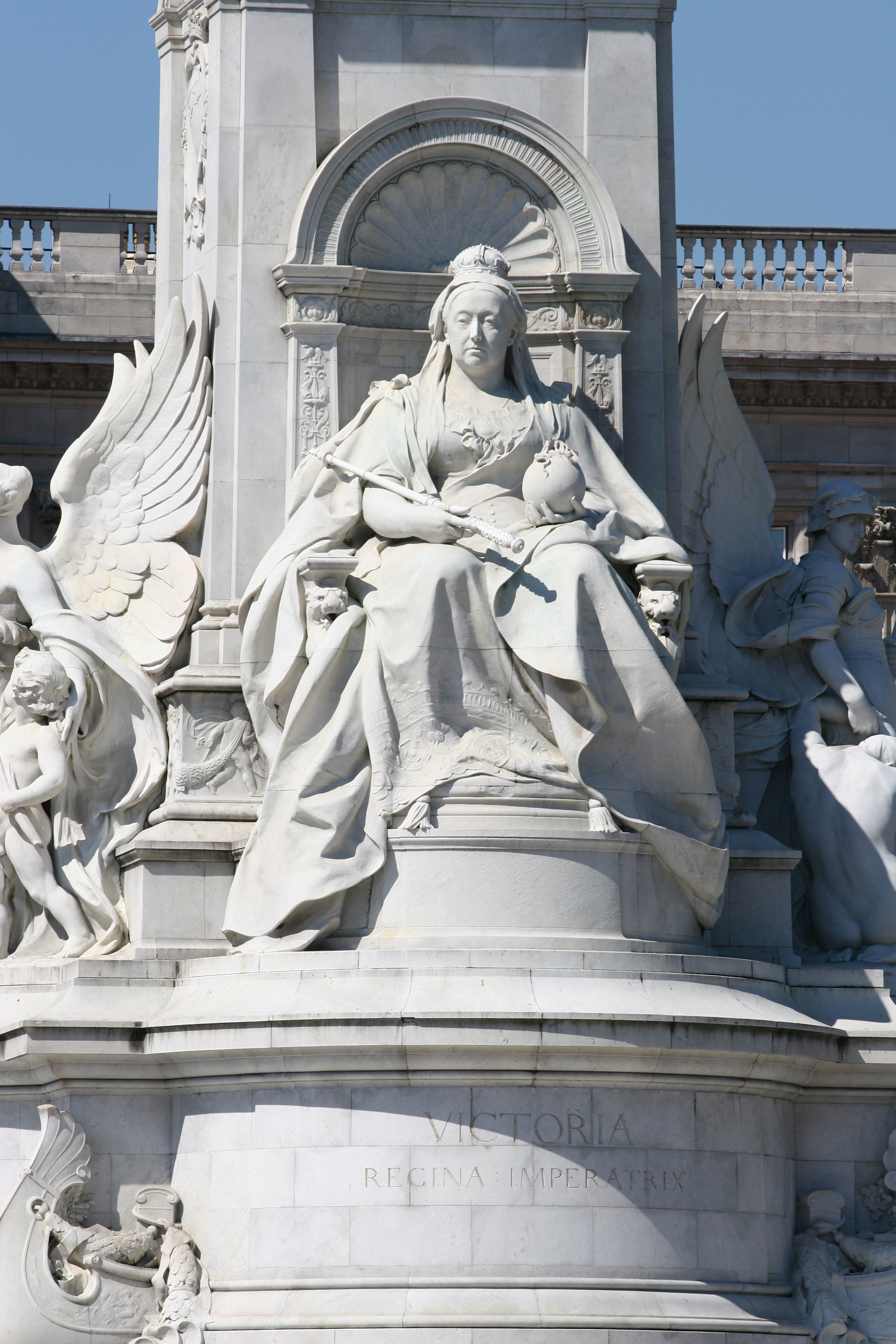
Королева Вікторія
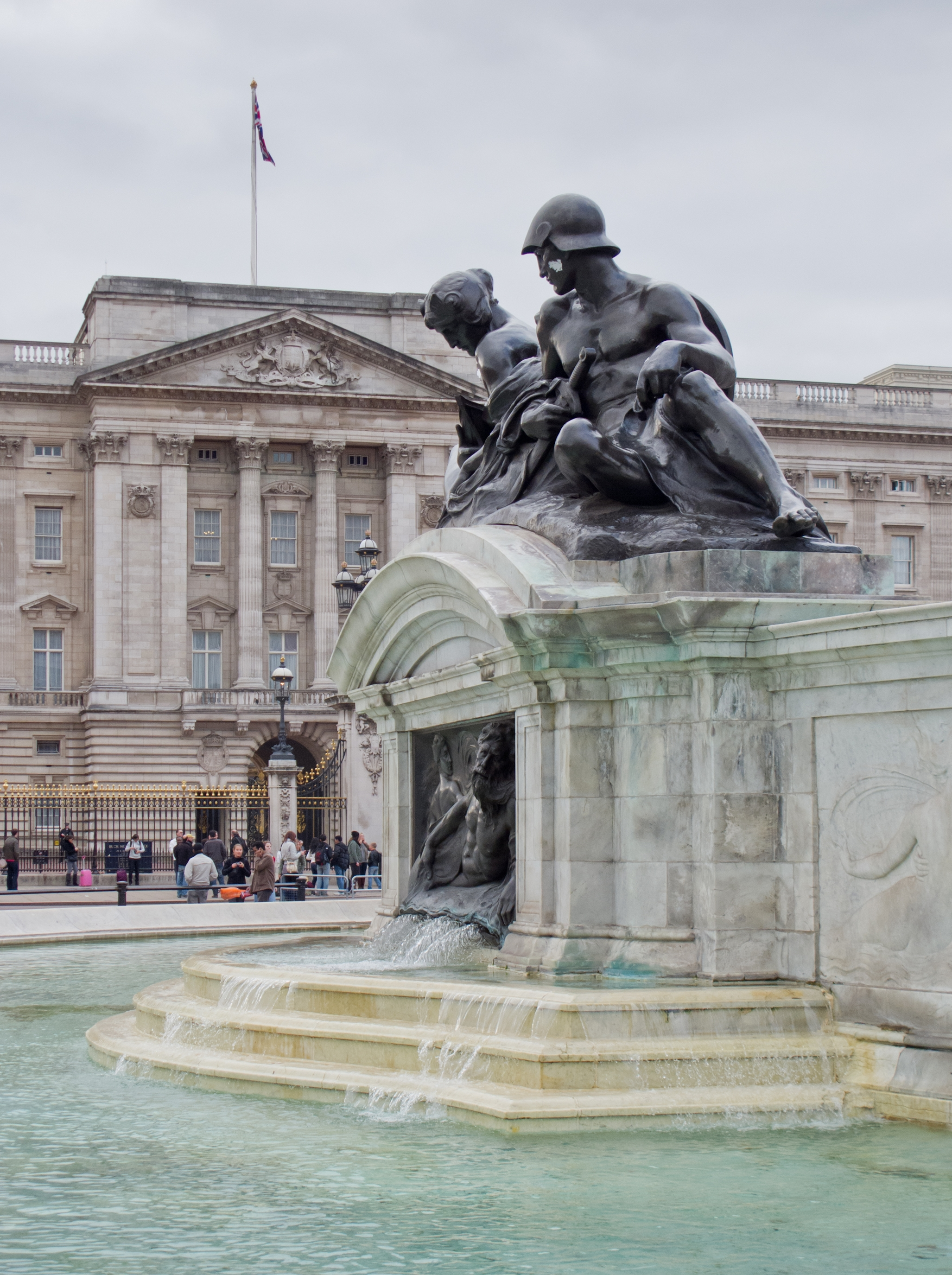
Фонтан
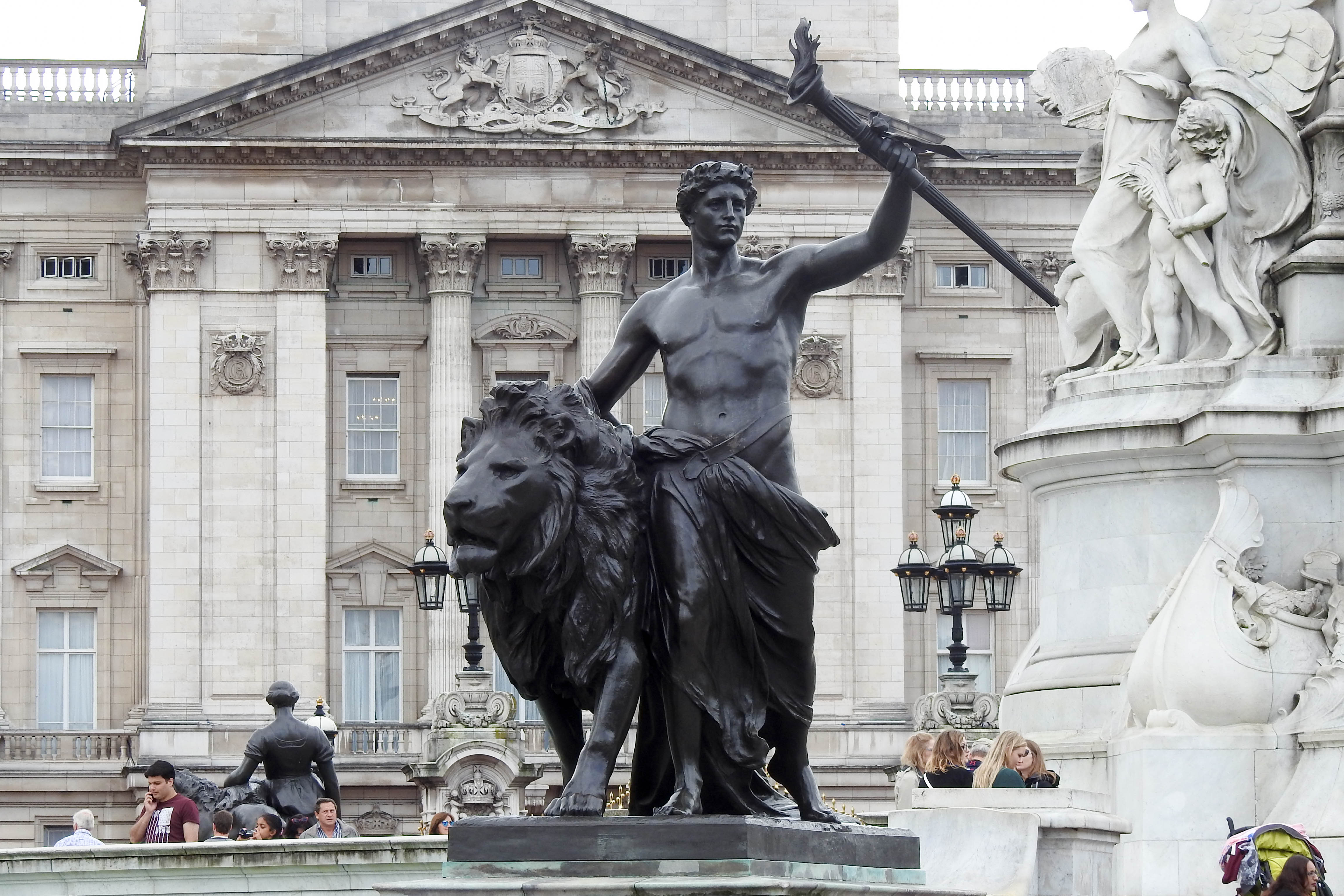
Прогрес
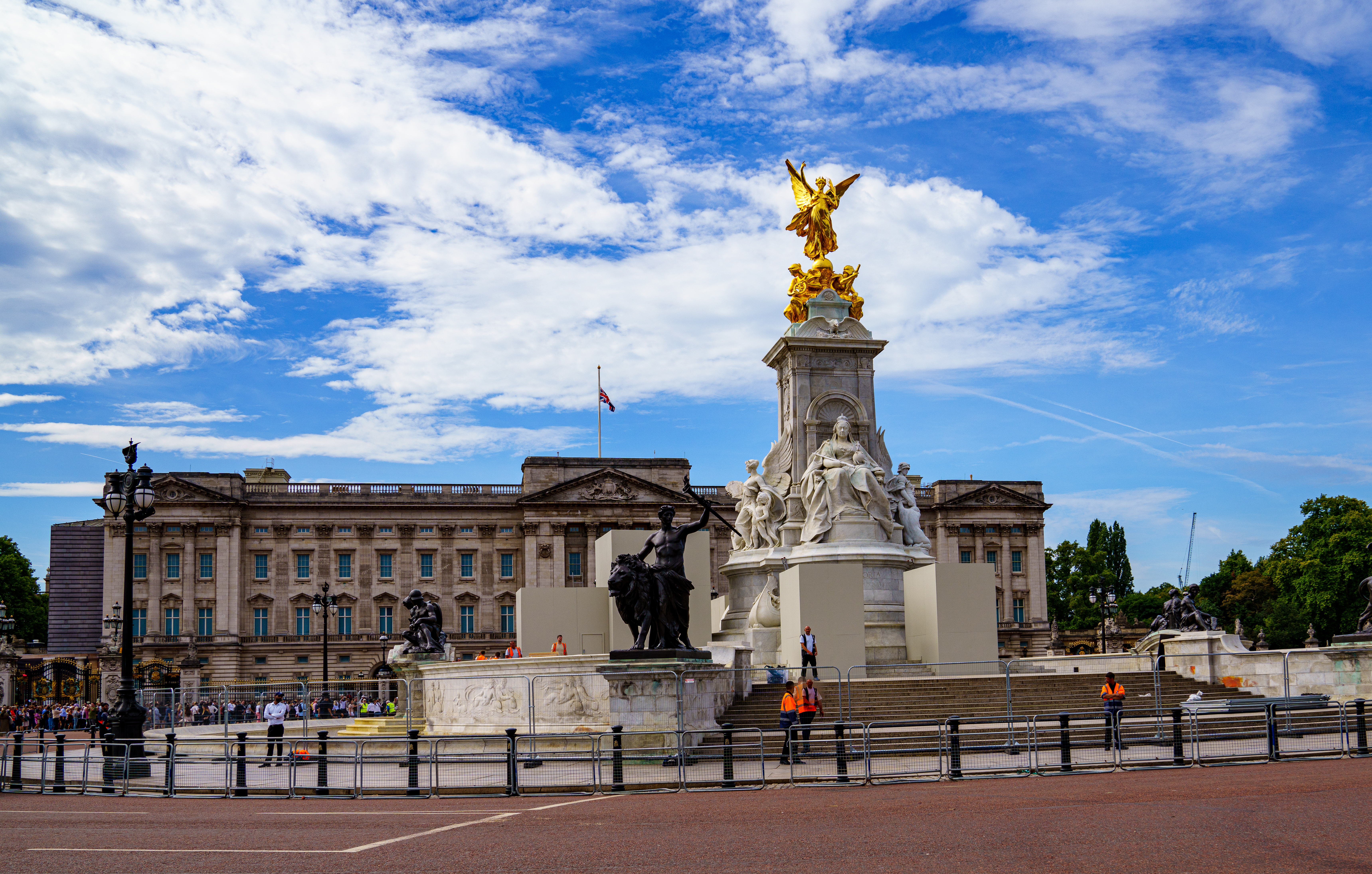
Меморіал Вікторії у вересні 2022